# 皮皮里格鄉
47°15′N 26°04′E / 47.250°N 26.067°E
皮皮里格鄉（羅馬尼亞語：Comuna Pipirig, Neamț），是羅馬尼亞的鄉份，位於該國東北部，由尼亞姆茨縣負責管轄，面積197平方公里，海拔高度608米，2007年人口8,875，人口密度每平方公里45人。